# Мелник (окръг)
Окръг Мелник (на чешки: Okres Mělník) се намира в Среднобохемски край на Чехия. Площта му е 701,08 km2, а населението му – 105 594 души (2016). Административен център е едноименният град Мелник. В окръга има 69 населени места, от които 7 града и 1 място без право на самоуправление. Код по LAU-1 – CZ0206.

## География
Разположен е в североизточната част на края. Граничи с окръзите Млада Болеслав, Кладно, Прага-изток и Прага-запад на Среднобохемския край, Литомержице на Устецки край и окръг Ческа Липа на Либерецкия край.

## Градове и население
По данни за 2009 г.:
| Град                 | Население |
| -------------------- | --------- |
| Мелник (Чехия)       | 19 841    |
| Кралупи над Вълтавоу | 18 594    |
| Нератовице           | 17 164    |
| Костелец над Лабем   | 3448      |
| Велтруси             | 1823      |
| Мшено                | 1547      |
| Либехов              | 1057      |

| Общо            | Жени             | Мъже             |
| --------------- | ---------------- | ---------------- |
| 103 886 (100 %) | 51 863 (49,92 %) | 52 023 (50,08 %) |

## Образование
По данни от 2003 г.:
| Вид училище                         | Брой училища |
| ----------------------------------- | ------------ |
| Детски градини                      | ?            |
| Начални училища                     | ?            |
| Гимназии                            | 3            |
| Средни училища и промишлени училища | 8            |
| Средни професионални училища        | 4            |
| Висши професионални училища         | 1            |

## Здравеопазване
По данни от 2010 г.:
| Лекари                                      | 282 |
| Болници                                     | 2   |
| Специализирани заведения за лечение и отдих | -   |
| Зъболекари                                  | 34  |
| Аптеки                                      | 14  |

## Транспорт
През окръга преминава част от магистрала D8, както и първокласните пътища (пътища от клас I) I/9 и I/16. Пътища от клас II в окръга са II/101, II/240, II/244, II/246, II/259, II/261, II/273, II/274, II/331, II/522 и II/608.